# Saint-Yrieix-sous-Aixe
Saint-Yrieix-sous-Aixe (okzitanisch: Sent Iriès d'Aissa) ist eine französische Gemeinde mit 441 Einwohnern (Stand: 1. Januar 2022) im Département Haute-Vienne in der Region Nouvelle-Aquitaine. Saint-Yrieix-sous-Aixe gehört zum Arrondissement Limoges und zum Kanton Aixe-sur-Vienne. Die Einwohner werden Saintmartinois genannt.

## Geografie
Saint-Yrieix-sous-Aixe liegt etwa 14 Kilometer westnordwestlich von Limoges. Der Fluss Vienne begrenzt die Gemeinde im Osten und Nordosten. Umgeben wird Saint-Yrieix-sous-Aixe von den Nachbargemeinden Sainte-Marie-de-Vaux im Norden und Westen, Verneuil-sur-Vienne im Norden und Osten, Saint-Priest-sous-Aixe im Süden sowie Cognac-la-Forêt im Südwesten.

## Bevölkerungsentwicklung
| Jahr                       | 1936 | 1954 | 1962 | 1968 | 1975 | 1982 | 1990 | 1999 | 2009 | 2018 |
| Einwohner                  | 430  | 421  | 394  | 331  | 291  | 266  | 277  | 312  | 398  | 427  |
| Quellen: Cassini und INSEE |      |      |      |      |      |      |      |      |      |      |

## Sehenswürdigkeiten
- Kirche Saint-Yrieix, Monument historique

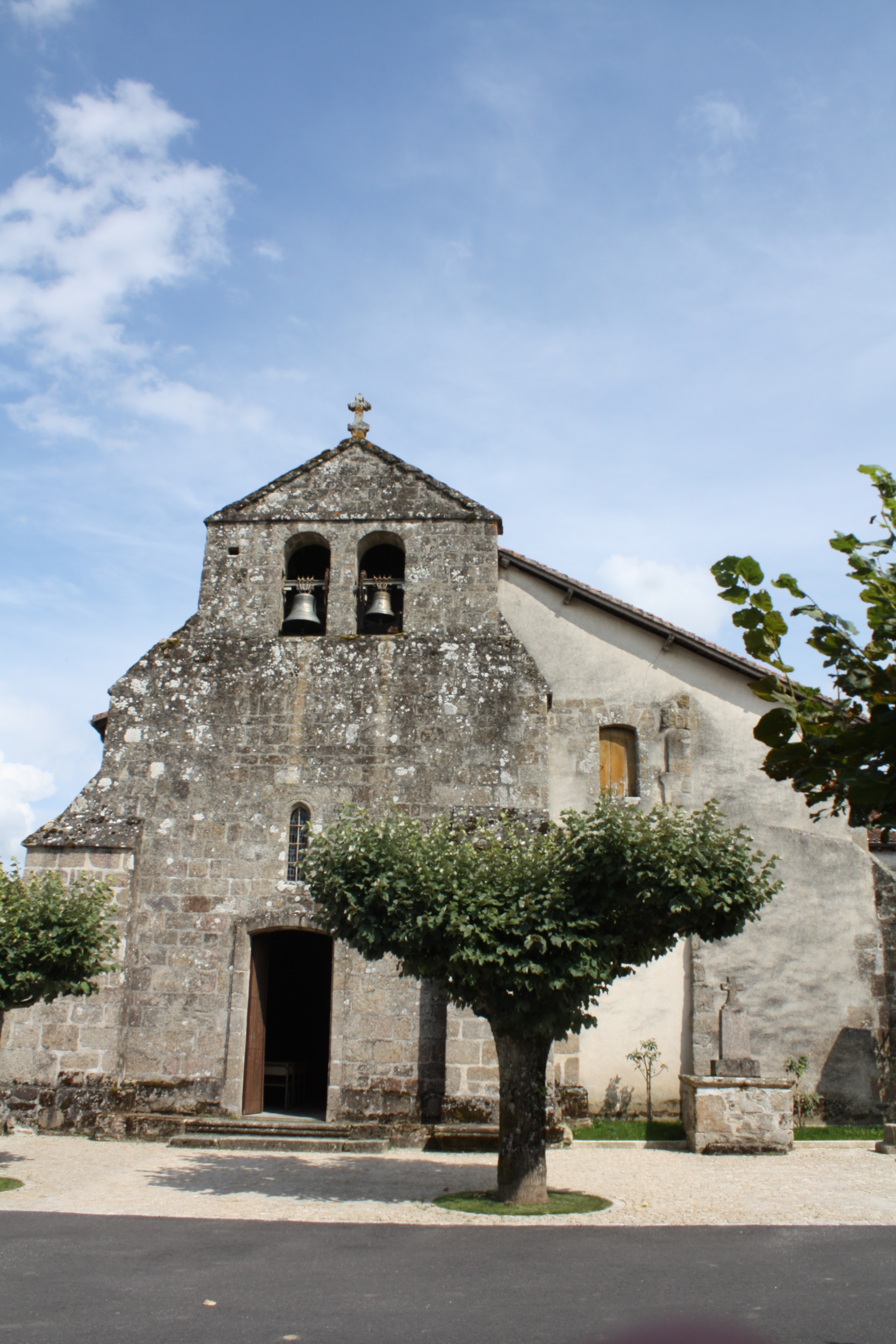
Kirche Saint-Yrieix

## Persönlichkeiten
- François Alluaud (1778–1868), Porzellanfabrikant, Bürgermeister von Limoges und Bürgermeister von Saint-Yrieix-sous-Aixe 1813